# Szczerość
Szczerość – wyrażanie swoich myśli, uczuć lub zamiarów w sposób zgodny z rzeczywistością. Cecha pokazująca prawdomówność w czynach oraz słowach, a także dowód „czystych intencji”.
W wielu kulturach (np. Starożytna Grecja, państwa konfucjańskie, chrześcijaństwo), cecha ta jest cnotą, a jej przeciwieństwami  są dwulicowość, fałszywość, hipokryzja. Zdaniem Michela de Montaigne'a, szczerość jest cnotą rzadką i filozoficzną, pozwalającą na krytycyzm i na poprawę samego siebie. Szczerość (lub prawdomówność) stanowi istotny element samurajskiego kodeksu bushidō oraz jedną z tzw. cnót pruskich.

## Etymologia
Pochodzenie słowa szczerość z łaciny nie jest jednoznaczne. Według popularnej etymologii słowo „szczerość” (sinceritas) pochodzi od słów sine = „bez”, cera = „wosk”, co ma nawiązywać do tego, że nieuczciwi rzeźbiarze w Rzymie czy Grecji przykrywali niedoróbki w ich pracy woskiem, aby ukryć je przed odbiorcą dzieła – widzem. Zatem rzeźba „bez wosku” oznacza najwyższy stopień szczerości. Według innych możliwych etymologii słowo to może pochodzić z łac. sincerus - „czysty dźwięk”.
Według słownika American Heritage Dictionary słowo pochodzi od praindoeuropejskich słów *sem i *ker co ma oznaczać „czyste, nieskażone”.

## W filozofii
W filozofii języka, a przede wszystkim w nurcie pragmatycznym, reprezentowanym przez J.L. Austina i Johna Searle’a, szczerość jest warunkiem powodzenia aktów mowy. W Jak działać słowami (1962), Austin podkreśla, że pewne wypowiedzi mają sens wyłącznie, gdy spełniają wymóg bycia szczerymi. Dotyczy to na przykład obietnic. Ten nurt rozważań stanowi rozszerzenie badań nad językiem, które odtąd nie zajmują się wyłącznie zagadnieniem prawdy, ale też konkretnej intencji wypowiedzi. Kryterium prawdziwości w takich kontekstach zostaje zastąpione kryterium szczerości wypowiedzi.

## Granice szczerości
Szczerość nie polega jednak na ujawnianiu sekretów, które zostały komuś powierzone w zaufaniu. Obowiązek zachowania tajemnicy może wynikać np. ze złożonej przysięgi, z charakteru wykonywanego zawodu, np. lekarza, dziennikarza, bądź też z tego, że cnota miłości zabrania ujawniania czegoś, co mogłoby komuś innemu zaszkodzić czy zranić go.

## W chrześcijaństwie
W chrześcijaństwie kładzie się dodatkowo duży nacisk na wagę szczerości wobec Boga i siebie – kierownictwie duchowym, spowiedzi, osobistej modlitwie, rachunku sumienia. Nie jest możliwe obcowanie z Bogiem bez szczerości i nie jest możliwa przyjaźń między ludźmi bez szczerości.